# 冼都站 (轻快铁)
冼都站（亦称冼都新镇站）位於吉隆坡冼都，是吉隆坡安邦线和大城堡线的其中一个高架轻快铁车站。本站周邊學校密集，有兩間中學，分別為冼都美以美男中及衛理美以美中學，另外還有3間小学也位在本站的附近。本站属于安邦线第二阶段线路，于1998年12月6日开始运营。
此外，800米外附近有一个通勤铁路站  KC01  冼都站，可以转乘至芙蓉线的其他车站。只是步行距离约15分钟，需要搭乘计程车或巴士以进行站外转乘。

## 历史
在吉隆坡共和联邦运动会期间，政府在吉隆坡北部和南部区域建设了一条15公里的轨道，目的是将冼都东连接至市区及周边地区，以应付武吉加里尔共运会选手村和国家体育场的人潮。

## 车站结构
本站是安邦线和大城堡线的一个高架车站。车站站台设在顶楼，涵盖两个側式月台和两条线路；在底楼和站台楼之间有一个购票台（车站大厅）。此站的设计类似其他车站，多层屋顶由格子框架、白灰色墙壁和支柱。所有楼层都有楼梯和手扶梯连接。
| 二楼     |                                                                               |                                          |
| 侧式站台 |                                                                               |                                          |
| 1号站台: | 3 安邦线/4 大城堡线 34往 AG1 SP1 冼都東 (→)                                   |                                          |
| 2号站台: | 3 安邦线/4 大城堡线 34通过 AG11 SP11 陈秀连往 SP31 布特拉高原与 AG18 安邦 (←) |                                          |
| 侧式站台 |                                                                               |                                          |
| 一楼     | 车站大厅                                                                      | 自动售票机、验票闸门、售票站、车站控制台 |
| 地面     | 街道                                                                          | 2/48A路                                  |

## 车站周边
- 冼都美以美男中（Sentul Methodist Boys School）
- 卫理美以美中學（Wesleys Methodist School）

## 图片集

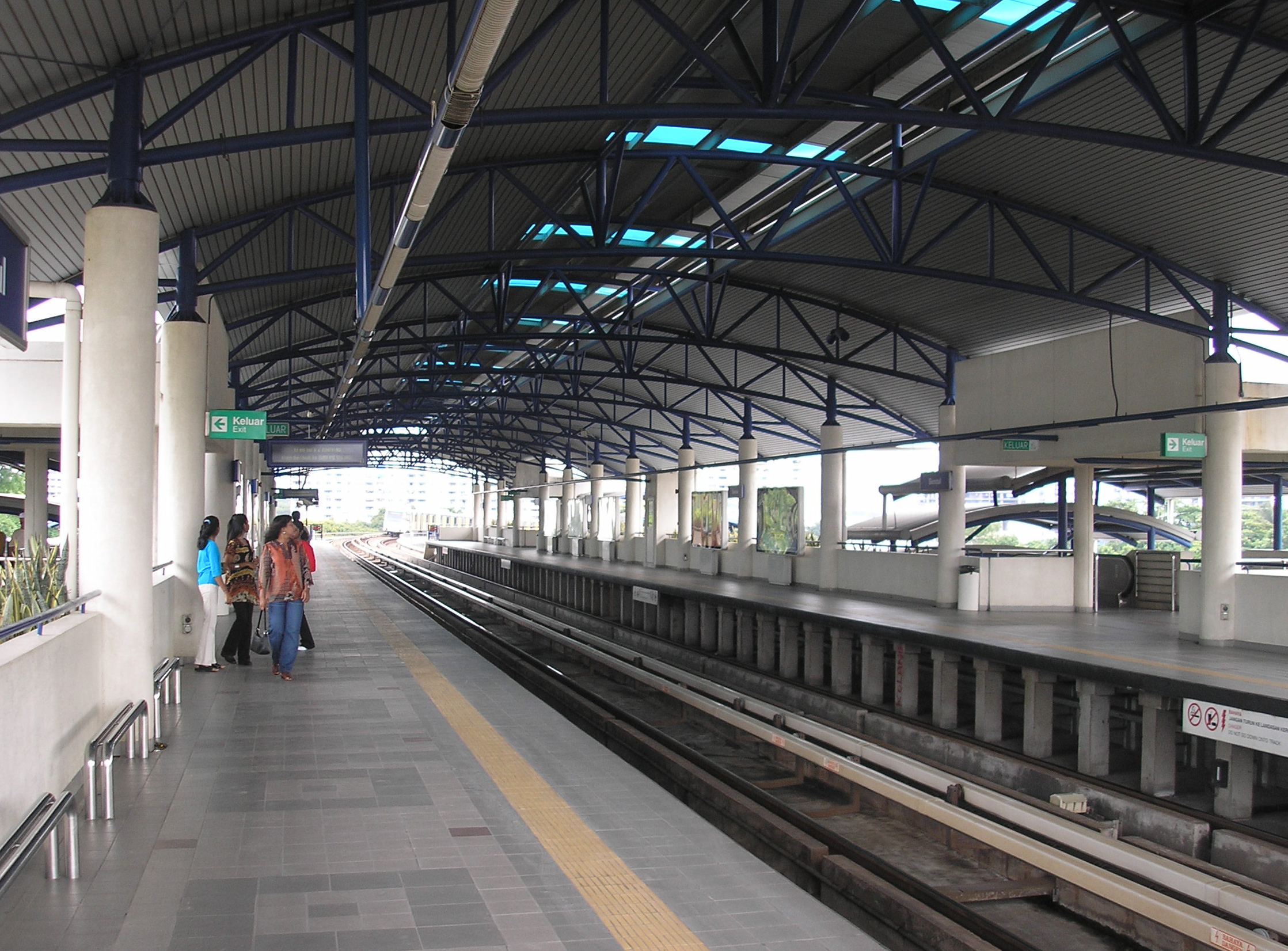
冼都东站站台
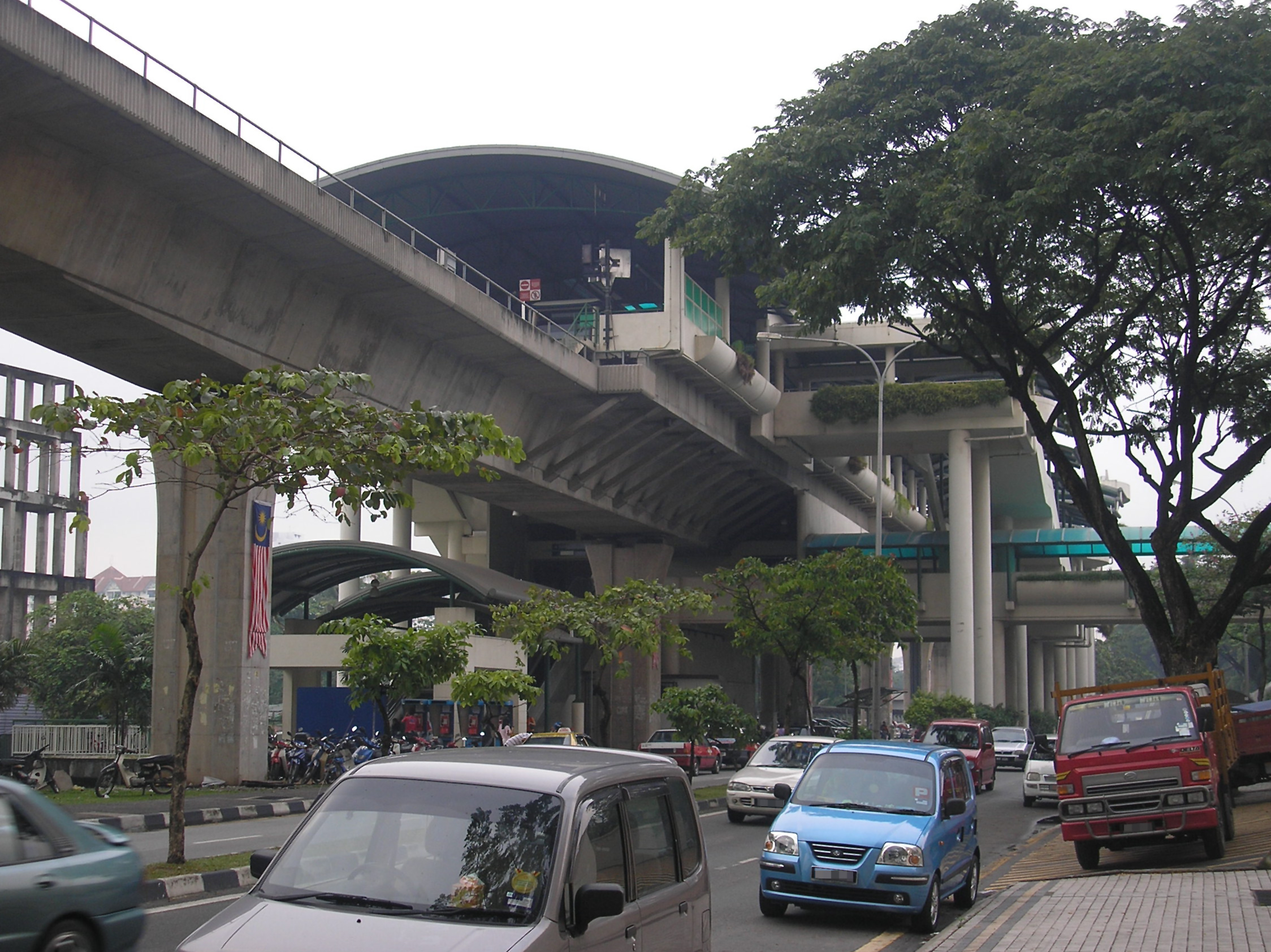
冼都东站外观